# Yeclano Club de Fútbol
El Yeclano Club de Futbol era un club de futbol de la ciutat de Iecla, a la Regió de Múrcia. Va ser fundat el 1950 i va desaparèixer el 2004.

## Història
El Yeclano CF va ser fundat l'any 1950 com CD Hispania de Yecla i va adoptar el nom de Yeclano CF el 1960. Va participar en els campionats regionals fins que en la temporada 1965/66 va aconseguir l'ascens a Tercera Divisió, però només es va mantenir dos anys en la categoria. Regressa altra vegada en la 1975/76 després de quedar campió en la Territorial Preferent; baixa de nou i ascendeix de nou dos anys després.
En la seva tornada a la Tercera, en la temporada 1980/81, finalitza 3r malgrat ser un recién ascendit. En aquesta etapa encadena 10 anys seguits en Tercera, fins que en la temporada 1989/90 es proclama campió i ascendeix per primera vegada a Segona Divisió B.
La temporada del seu debut aconsegueix la permanència finalitzant 15é i en la seva segona temporada es classifica per a la Promoció d'ascens a Segona Divisió. El sorteig envia al Yeclano al Grup D al costat de l'Endesa As Pontes, l'AE Manlleu i l'Atlético Marbella. En l'última jornada del grup el Yeclano s'enfronta al Marbella a Iecla, els andalusos són capdavanters del grup amb 8 punts i els ieclans segons amb 6. Els blaugrana necessiten guanyar per dos gols de diferència per a assolir l'ascens, no obstant això no va poder passar de l'empat a 0.
Posteriorment, el Yeclano es va convertir en un clàssic de la Segona B, competint en la categoria fins que va descendir en la temporada 1999/00. De nou en Tercera es va classificar tres anys seguits per al play-off d'ascens a Segona B i va aconseguir l'ascens el 2003 quedant primer d'un grup format per Vilafranca, Llevant UE B i Sant Andreu.
La temporada en Segona B va ser desastrosa tant en l'aspecte esportiu (l'equip va finalitzar 19é i va descendir) com en l'aspecte econòmic. Els jugadors no van cobrar pràcticament cap nòmina. A alguns se'ls van lliurar pagarés sense fons al desembre. A l'acabar la temporada al descens esportiu a Tercera se li va sumar altre descens administratiu a Preferent. Després del descens l'equip desapareix i es funda un nou club en la ciutat, el Yeclano Deportivo, en la categoria més baixa del futbol regional.

## Uniforme
- Uniforme titular: Samarreta blaugrana, pantalons blaus, mitges blaves.

## Estadi
Estadi La Constitución, amb capacitat per a 5.000 persones.

## Dades del club
- Temporades a Primera Divisió: 0
- Temporades a Segona Divisió: 0
- Temporades a Segona Divisió B: 11
- Temporades a Tercera Divisió: 18
- Major golejada aconseguida: 
  - En campionats nacionals: Olímpico de Totana 3 - Yeclano CF 10
- Major golejada encaixada: 
  - En campionats nacionals: Sevilla FC B 6 - Yeclano CF 0
- Millor lloc en la lliga: 3r en Segona Divisió B en la temporada 1991/92
- Pitjor lloc en la lliga: 19é en Segona Divisió B en la temporada 2003/04

## Jugadors destacats
- Tàrraga
- Soria
- Paulino

## Palmarès

### Tornejos nacionals
- Tercera Divisió (1): 1989/90

### Tornejos regionals
- Territorial Preferent (2): 1973/74, 1975/76